# Khumbu (ledovec)

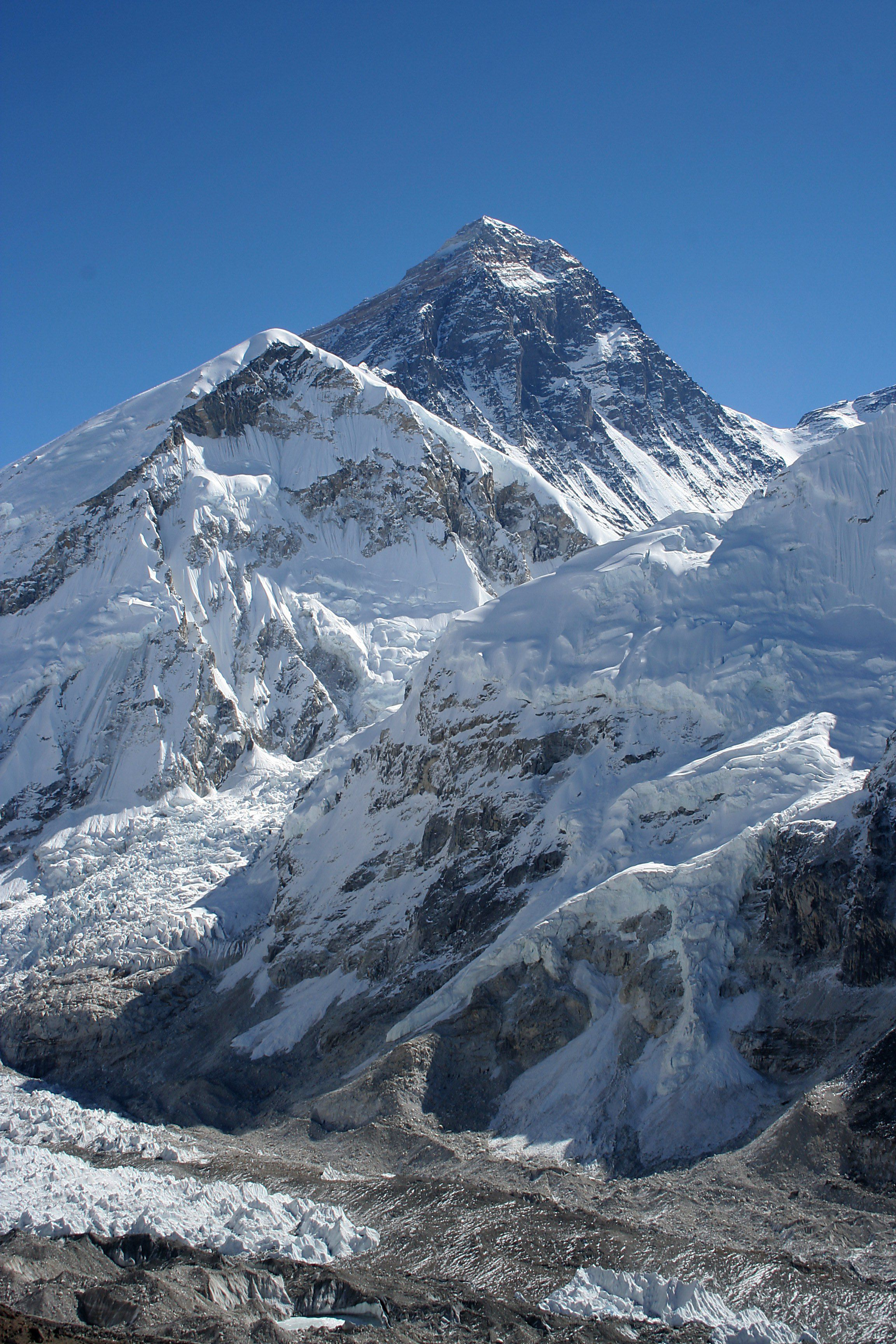
Ledovec v popředí, vlevo uprostřed ledopád Khumbu a v pozadí Mount Everest

Ledovec Khumbu se nachází v Himálaji, v oblasti Khumbu v severovýchodním Nepálu. Jeho horní část leží v údolí Západní Cwm mezi Mount Everestem a Lhoce. Jedná se o nejvyšší ledovec na světě

## Popis
Začátek ledovce je pod Jižním sedlem poblíž Mount Everestu v nadmořské výšce 7600 m, níže stéká údolím Západní Cwm, což je největší kar na světě, a v jeho spodní části, v místě 600m srázu, vytváří stejnojmenný ledopád, kterým se ohýbá jižním směrem. V ledopádu má ledovec sklon 45°, zatímco ve své spodní části jen 2°. Poblíž této části ledovce leží turistická osada Gorak Shep. Čelo ledovce je v 4900 m n. m. Vody z něj jsou zdrojem přítoku řeky Imja Khola.
Zprávy Mezinárodního střediska pro integrovaný rozvoj hor se sídlem v Káthmándú konstatují, že ledovec Khumbu ustupuje rychlostí 20 metrů za rok. Délka ledovce se zmenšila od roku 1960 z 12 040 m na 11 100 m v roce 2001. Tento roční ústup 15 – 20 m byl v měřeném intervalu konstantní. V místě základního tábora ztratil za 55 let od jeho zbudování ledovec na tloušťce 40 m.

## Horolezectví
Ledovec Khumbu leží na konci stezky do základního tábora hory Mount Everest, která začíná v Lukle a prochází Namče Bazar, Dingboche a Gorak Shep.
Tábor leží na pravé straně ledovce, na plošině v nadmořské výšce mezi 5280 m a 5320 m, zhruba tam, kde ho postavili v roce 1953 Edmund Hillary a Tenzing Norgay. Po ledovci vede klasická výstupová cesta na Mount Everest a Lhoce. Na ní ležící ledopád je první hlavní překážkou a patří mezi nejnebezpečnější na této trase.

Khumbu (ledovec)
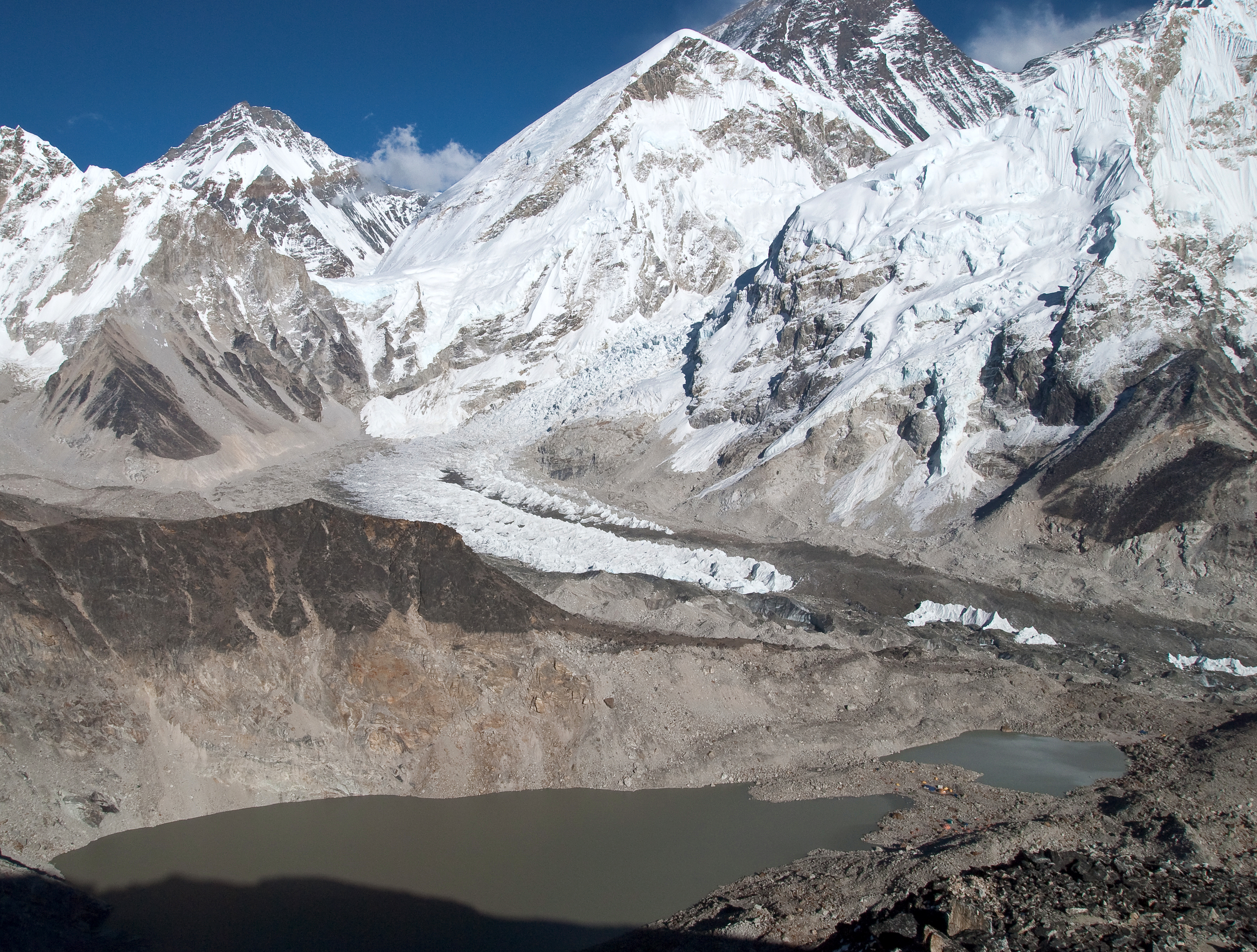
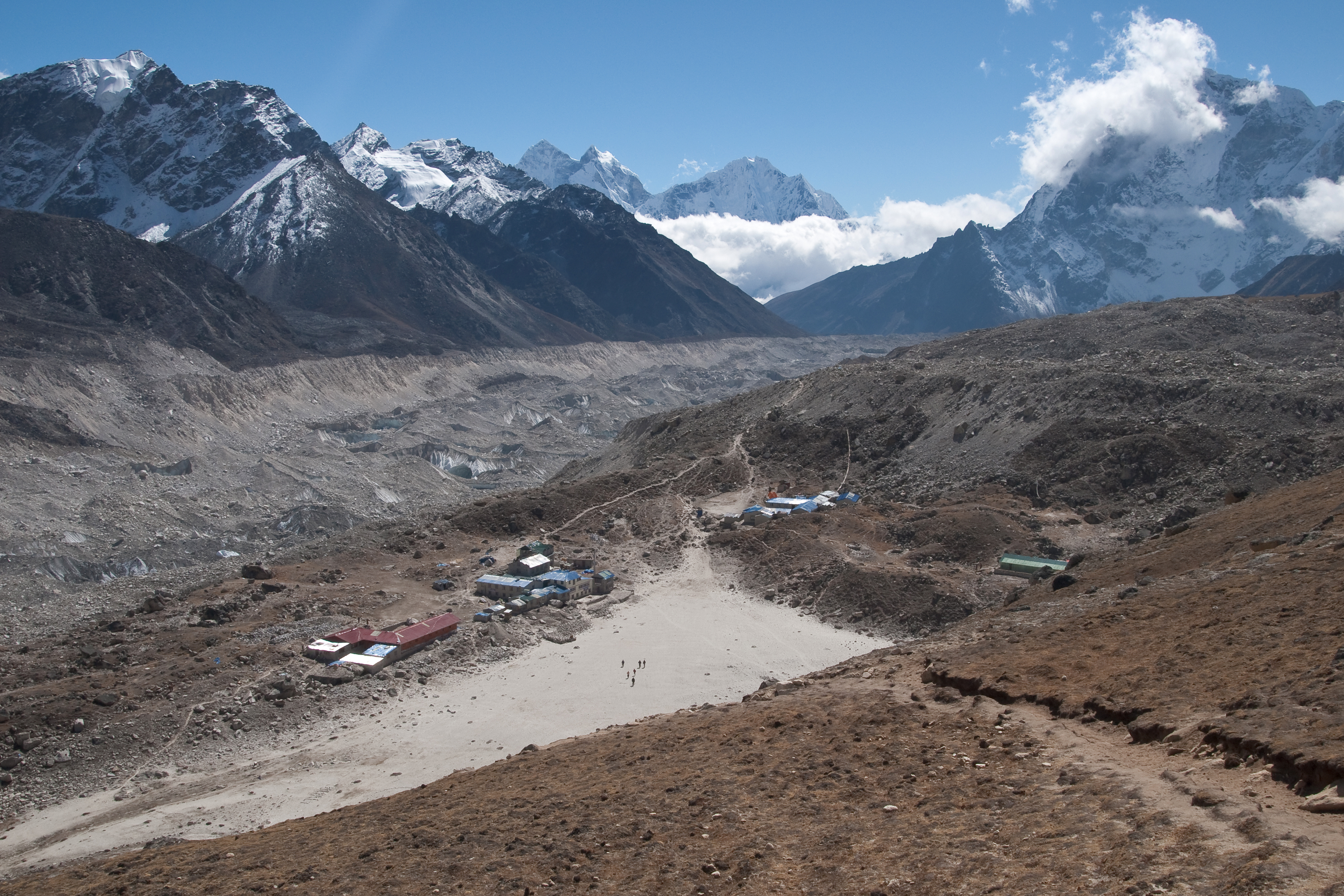
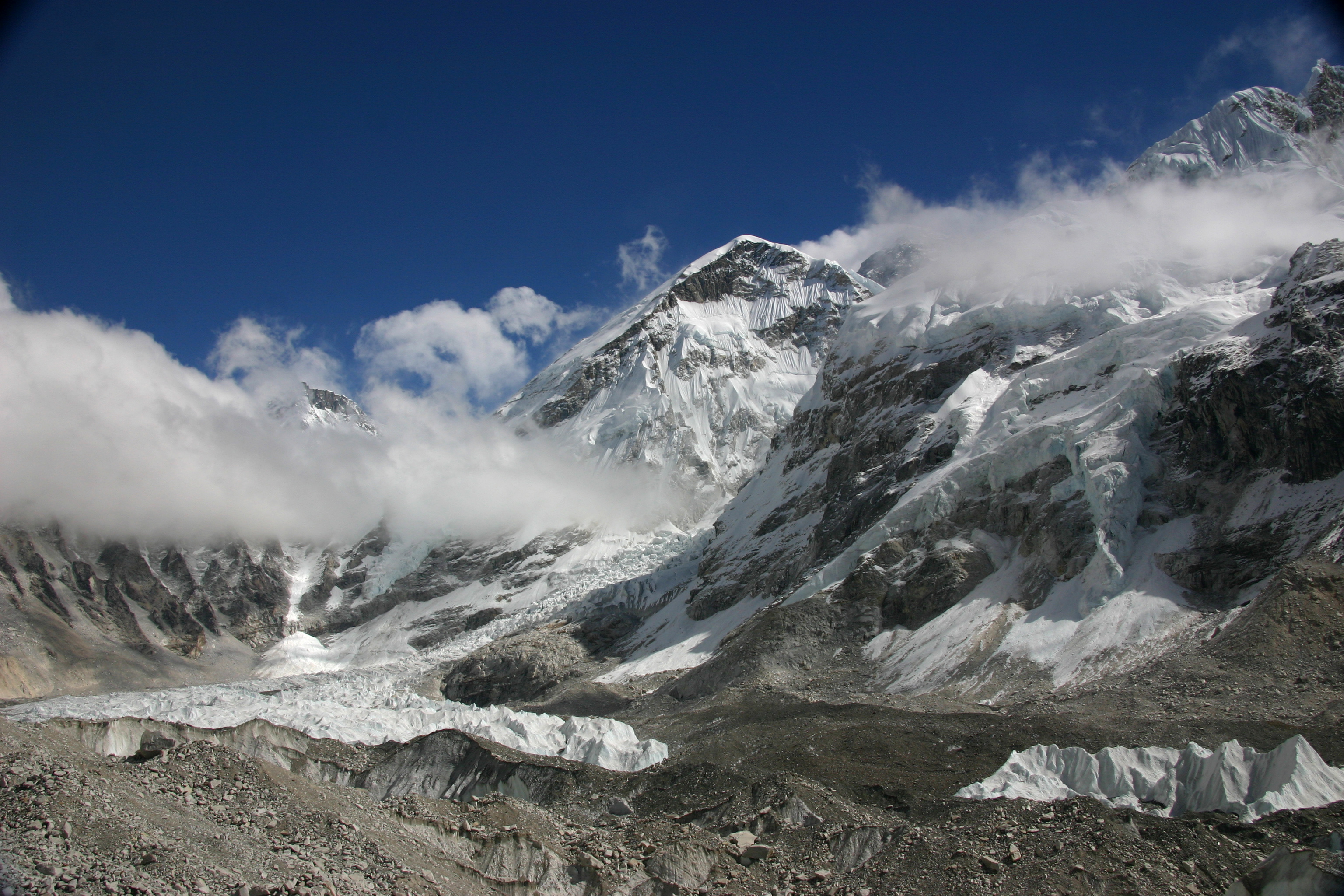
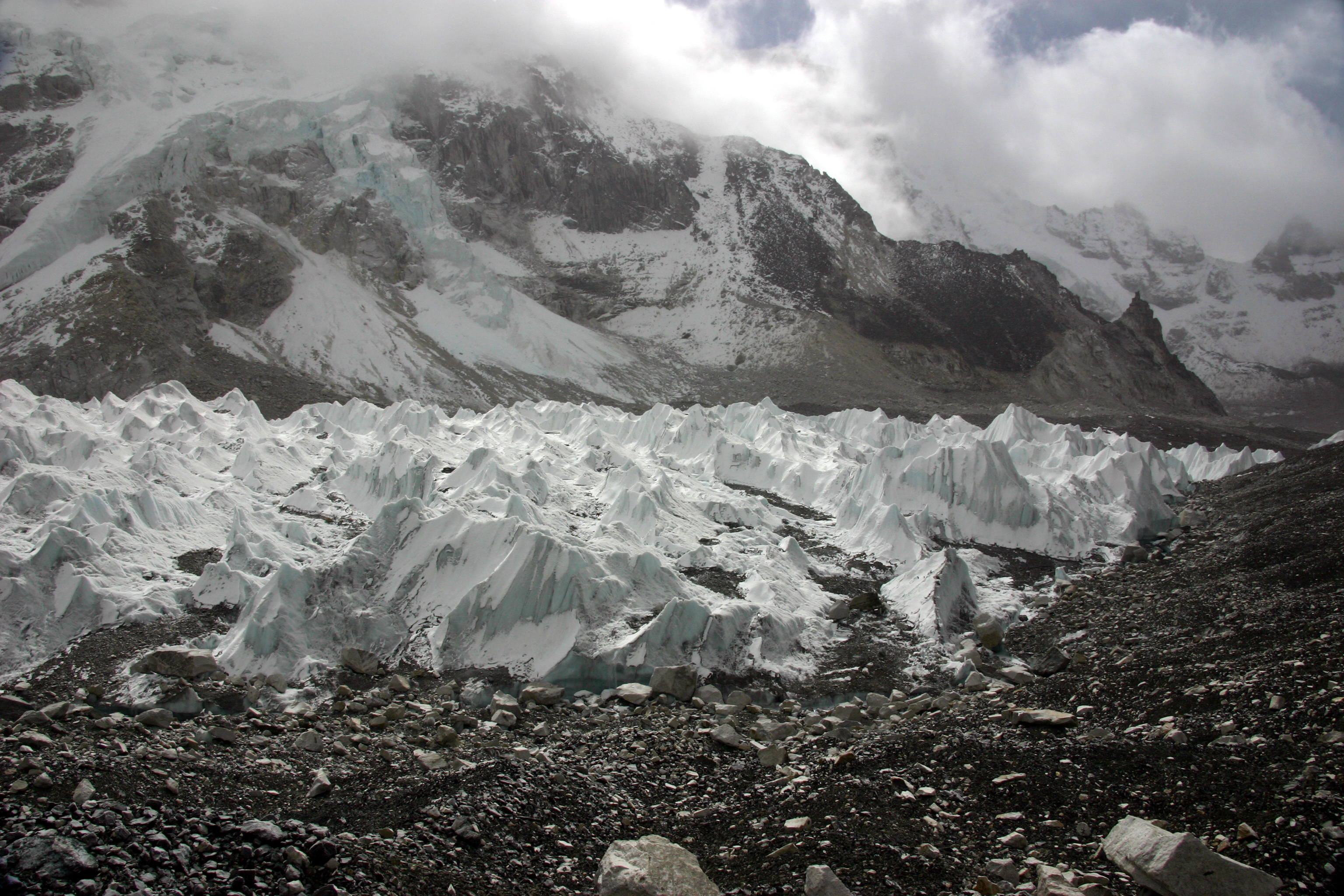
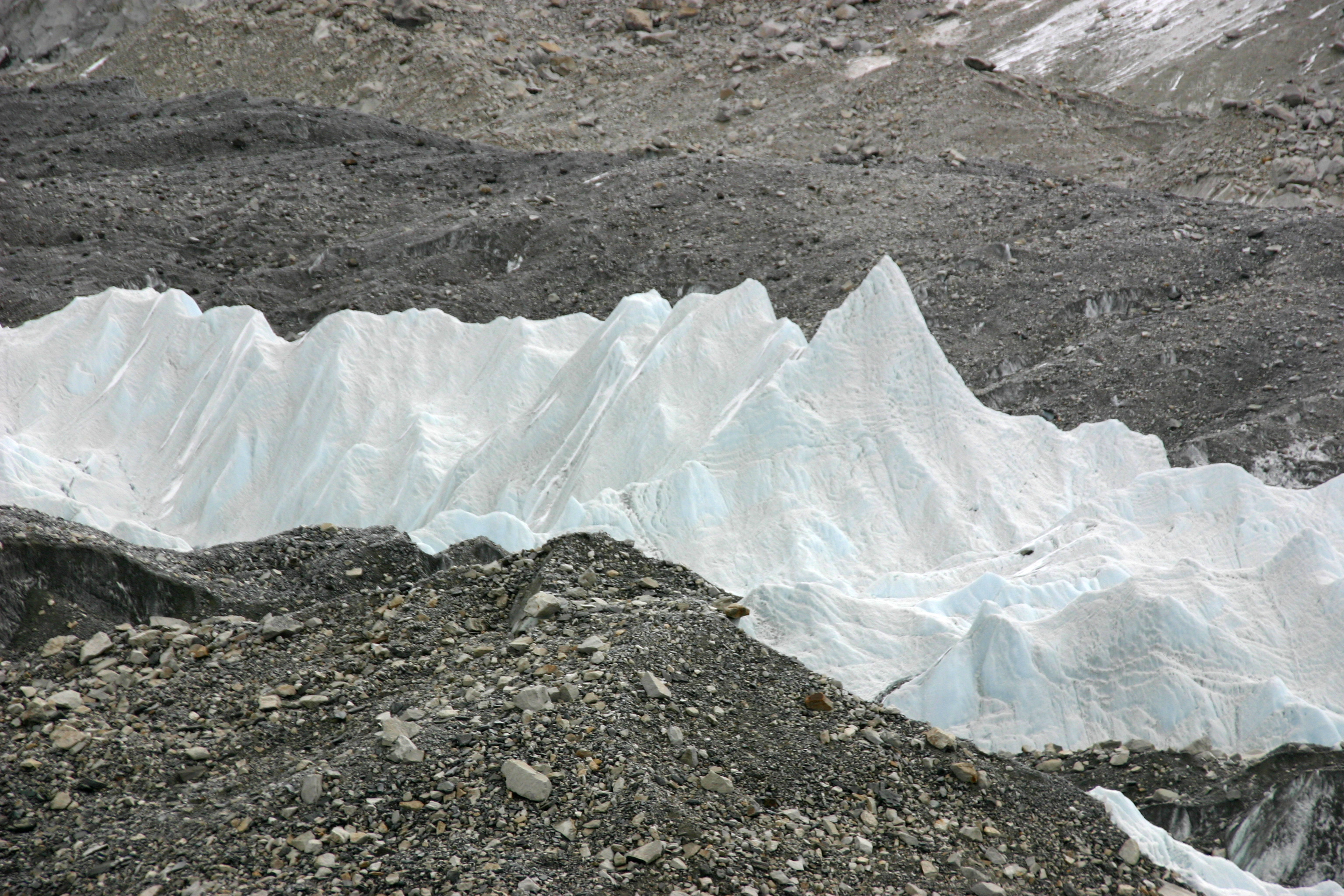
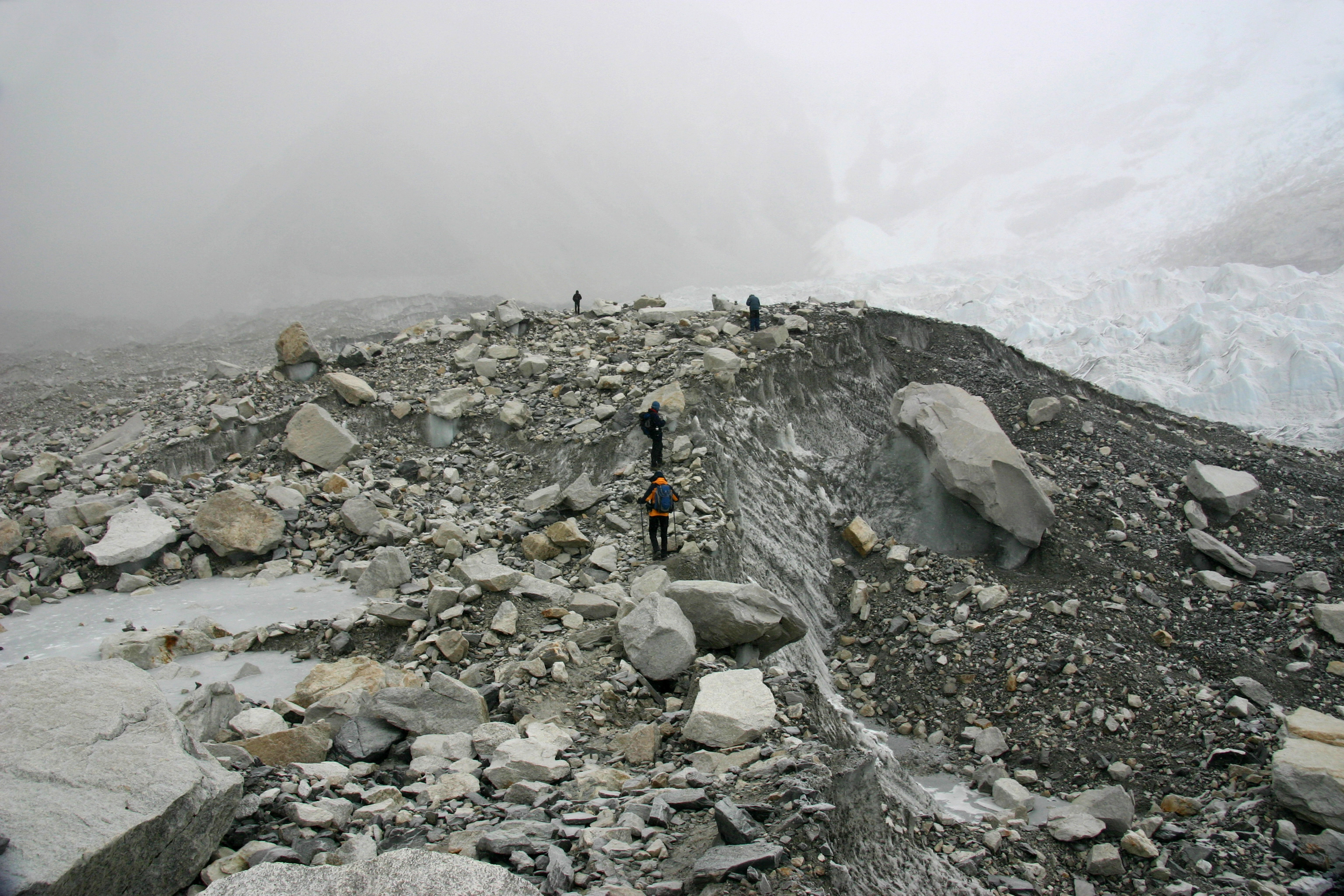